# Perperuna
Perperuna è una divinità femminile del pantheon slavo, consorte di Perun.  Il suo culto era legato alla pioggia ed alla fertilità del suolo ed il nome stesso potrebbe derivare da uno degli attributi di Perun: il lancio sulla terra di pietre durante i temporali che può appunto essere una immagine della pioggia (in Indi si veda Parjanya = nuvola, pioggia, soprannome di Indra). 
Perperuna è anche il nome usato per denominare partecipanti a cerimonie (presenti nel folklore degli Slavi del sud) di propiziazione della pioggia che sono detti anche  dodola, dudula (possibili connessioni con la divinità greca Dodona)

Simbolo di Perperuna è, probabilmente, la vipera, guardiana della casa.